# Estrutura de concha fina

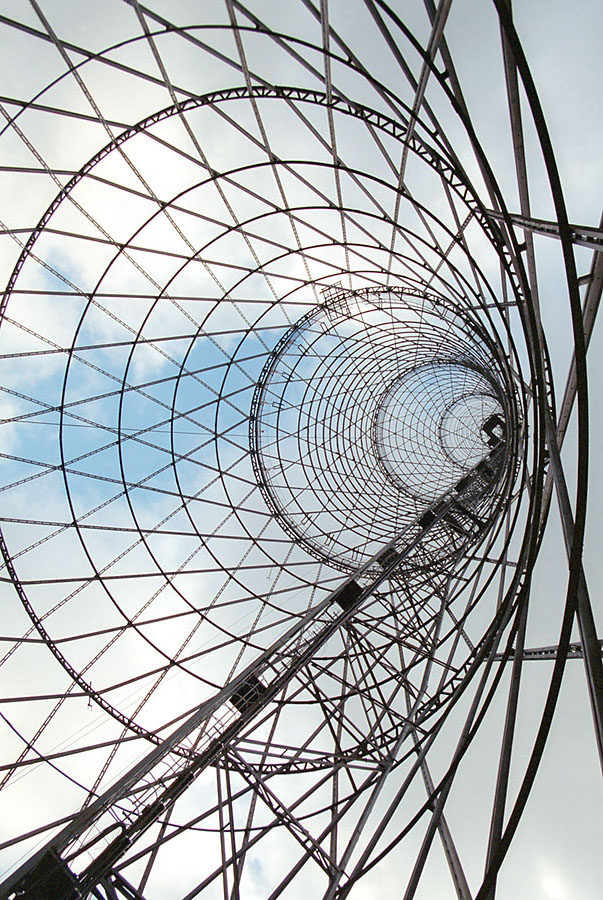
Grade de concha da Torre de Shukhov. Atualmente está sob ameaça de demolição.

Estruturas de concha fina ou estruturas de casca fina são construções leves, usando elementos em formato de concha. Esses elementos são geralmente curvos e são montados em grandes estruturas. As aplicações típicas são fuselagens de aviões, cascos de barcos e estruturas de telhados em alguns edifícios.
A estrutura de concha fina é definida como uma concha com uma espessura que é pequena em comparação com suas outras dimensões e em que as deformações não são grandes em comparação com a espessura. A principal diferença entre uma estrutura de concha e uma estrutura de placa é que, no estado átona, as estruturas de concha têm uma curvatura ao contrário das de placa que são planas.